# III. třída okresu Liberec
III. třída okresu Liberec patří společně s ostatními třetími třídami mezi deváté nejvyšší fotbalové soutěže v Česku. Je řízena Okresním fotbalovým svazem Liberec. Hraje se každý rok od léta do jara se zimní přestávkou. III.třída libereckého okresu je rozdělena od sezóny 1982/1983 na oddělení JIH a SEVER. Výjimkou byl ročník 2016/2017 kde byly týmy rozděleny do tří skupin. Ve dvou skupinách označených skupina SEVER B a C (převážně Frýdlantsko) a skupina JIH A. Vítěz každé ze skupin postupuje do okresního přeboru II. třídy okresu Liberec.

## Vítězové Skupin sever, jih a střed
| Ročník    | Vítězný tým - Sever               |
| --------- | --------------------------------- |
| 1982/1983 | TJ Tatran Habartice               |
| 1983/1984 | FK Nová Ves                       |
| 1984/1985 | TJ Viktoria Dětřichov B           |
| 1985/1986 | FK Hejnice B                      |
| 1986/1987 | TJ Slovan Frýdlant B              |
| 1987/1988 | TJ Sokol Víska                    |
| 1988/1989 | TJ Viktoria Dětřichov             |
| 1989/1990 | TJ Sokol Bulovka                  |
| 1990/1991 | TJ Sokol Kunratice                |
| 1991/1992 | TJ Viktoria Dětřichov             |
| 1992/1993 | TJ Sokol Víska                    |
| 1993/1994 | TJ Sokol Bulovka                  |
| 1994/1995 | FK Sokol Jindřichovice pod Smrkem |
| 1995/1996 | FK Hejnice B                      |
| 1996/1997 | TJ Viktoria Dětřichov             |
| 1997/1998 | TJ Sokol Bulovka                  |
| 1998/1999 | TJ Viktoria Dětřichov             |
| 1999/2000 | TJ Sokol Kunratice                |
| 2000/2001 | TJ Sokol Bulovka                  |
| 2001/2002 | FK Hejnice B                      |
| 2002/2003 | VTJ Ještěd Liberec B              |
| 2003/2004 | Sokol Pertoltice                  |
| 2004/2005 | Gasservis Liberec „B“             |
| 2005/2006 | TJ Sokol Bulovka                  |
| 2006/2007 | Jiskra Dolní Řasnice              |
| 2007/2008 | TJ Jiskra Višňová B               |
| 2008/2000 | Slovan Frýdlant B                 |
| 2009/2010 | FK Hejnice B                      |
| 2010/2011 | Lokomotiva Horní Řasnice          |
| 2011/2012 | FC Krásný Les                     |
| 2012/2013 | FK Krásná Studánka B              |
| 2013/2014 | FK Hejnice B                      |
| 2014/2015 | TJ Sokol Kunratice                |
| 2015/2016 | FC Krásný Les                     |
| 2016/2017 | FK Hejnice B                      |
| 2017/2018 | S.K. Raspenava                    |
| 2018/2019 | TJ Viktoria Dětřichov             |
| 2019/2020 | nedohráno                         |
| 2020/2021 | nedohráno                         |
| 2021/2022 | FC Krásný Les                     |

| Ročník    | Vítězný tým - Jih                |
| --------- | -------------------------------- |
| 1982/1983 | TJ Slovan Vesec                  |
| 1983/1984 | TJ Sokol Doubí                   |
| 1984/1985 | TJ Slovan Hrádek nad Nisou B     |
| 1985/1986 | SK Hodkovice nad Mohelkou        |
| 1986/1987 | TJ Tatran Bílý Kostel            |
| 1987/1988 | TJ Sokol Ruprechtice B           |
| 1988/1989 | TJ Slovan Vesec                  |
| 1989/1990 | FK Krásná Studánka B             |
| 1990/1991 | FK Rynoltice                     |
| 1991/1992 | TJ Sokol Ruprechtice B           |
| 1992/1993 | PFC Český Dub                    |
| 1993/1994 | TJ Tatran Bílý Kostel            |
| 1994/1995 | TJ Sokol Ruprechtice B           |
| 1995/1996 | TJ Tatran Bílý Kostel            |
| 1996/1997 | SK Hlavice                       |
| 1997/1998 | FK Mníšek                        |
| 1998/1999 | SK Osečná                        |
| 1999/2000 | TJ Jiskra Vratislavice nad Nisou |
| 2000/2001 | SK Osečná                        |
| 2001/2002 | TJ Sokol Tesla Stráž nad Nisou   |
| 2002/2003 | TJ Sokol Pěnčín B                |
| 2003/2004 | FK Krásná Studánka „B“           |
| 2004/2005 | SK Hlavice „B“                   |
| 2005/2006 | TJ Sokol Rynoltice               |
| 2006/2007 | Slovan Hrádek nad Nisou          |
| 2007/2008 | PFC Český Dub B                  |
| 2008/2009 | VTJ Rapid Liberec B              |
| 2009/2010 | FK Bílá                          |
| 2010/2011 | SK Osečná                        |
| 2011/2012 | TJ Jiskra Václavice              |
| 2012/2013 | TJ Sokol Doubí B                 |
| 2013/2014 | TJ Sokol Pěnčín                  |
| 2014/2015 | SK Žibřidice                     |
| 2015/2016 | FK Český Dub                     |
| 2016/2017 | SK Hlavice                       |
| 2017/2018 | TJ Tatran Bílý Kostel B          |
| 2018/2019 | SK Osečná                        |
| 2019/2020 | nedohráno                        |
| 2020/2021 | nedohráno                        |
| 2021/2022 | TJ Sokol Doubí B                 |

| Ročník    | Vítězný tým - Střed  |
| --------- | -------------------- |
| 2016/2017 | Jiskra Dolní Řasnice |